# Eros Riccio
Eros Riccio (n. 1 decembrie 1977, Lucca, Toscana, Italia) este un șahist  italian.
El este FICGS campion mondial, și ICCF vice-campion european și bronz olimpic cu echipa națională italiană, și mai ales numărul unu mondial de șah freestyle.